# Cártel de Santa (álbum)
El álbum Cártel de Santa es el primer disco del grupo mexicano de hip-hop Cartel de Santa. Fue estrenado el 11 de junio de 2002 por la compañía Sony Music.
El sonido del álbum es más variado musicalmente en comparación a los álbumes posteriores de Cártel de Santa e incluye elementos de funk, rock y heavy metal..

## Lista de canciones
| N.º | Título                                                | Duración |  |
| 1.  | «Intro»                                               | 0:29     |  |
| 2.  | «Todas mueren por mí» (J. Roberts)                    | 3:44     |  |
| 3.  | «Asesino de asesinos»                                 | 3:42     |  |
| 4.  | «Cannabis»                                            | 3:19     |  |
| 5.  | «Jake mate» (J. Roberts)                              | 2:25     |  |
| 6.  | «Rima 1»                                              | 0:41     |  |
| 7.  | «Burreros» (J. Roberts)                               | 3:05     |  |
| 8.  | «Perros» (J. Roberts)                                 | 3:38     |  |
| 9.  | «Quinto Elemento»                                     | 3:22     |  |
| 10. | «Rima 2»                                              | 0:40     |  |
| 11. | «NTN»                                                 | 4:04     |  |
| 12. | «La pelotona» (J. Roberts)                            | 3:42     |  |
| 13. | «Rima 3»                                              | 0:47     |  |
| 14. | «Super MC's» (con Monz, Javu, Maigaz y Dharius)       | 4:02     |  |
| 15. | «Mi ciudad» (J. Roberts)                              | 3:29     |  |
| 16. | «Para aquí o para llevar» (J. Roberts)                | 3:19     |  |
| 17. | «Chinga a los racistas» (con Tavo Limongi de Resorte) | 3:19     |  |
| 18. | «Rima 4»                                              | 1:01     |  |
| 19. | «Factor miedo»                                        | 3:26     |  |
| 20. | «Intenta rimar»                                       | 8:02     |  |